# ポピュラー・ホールディングス

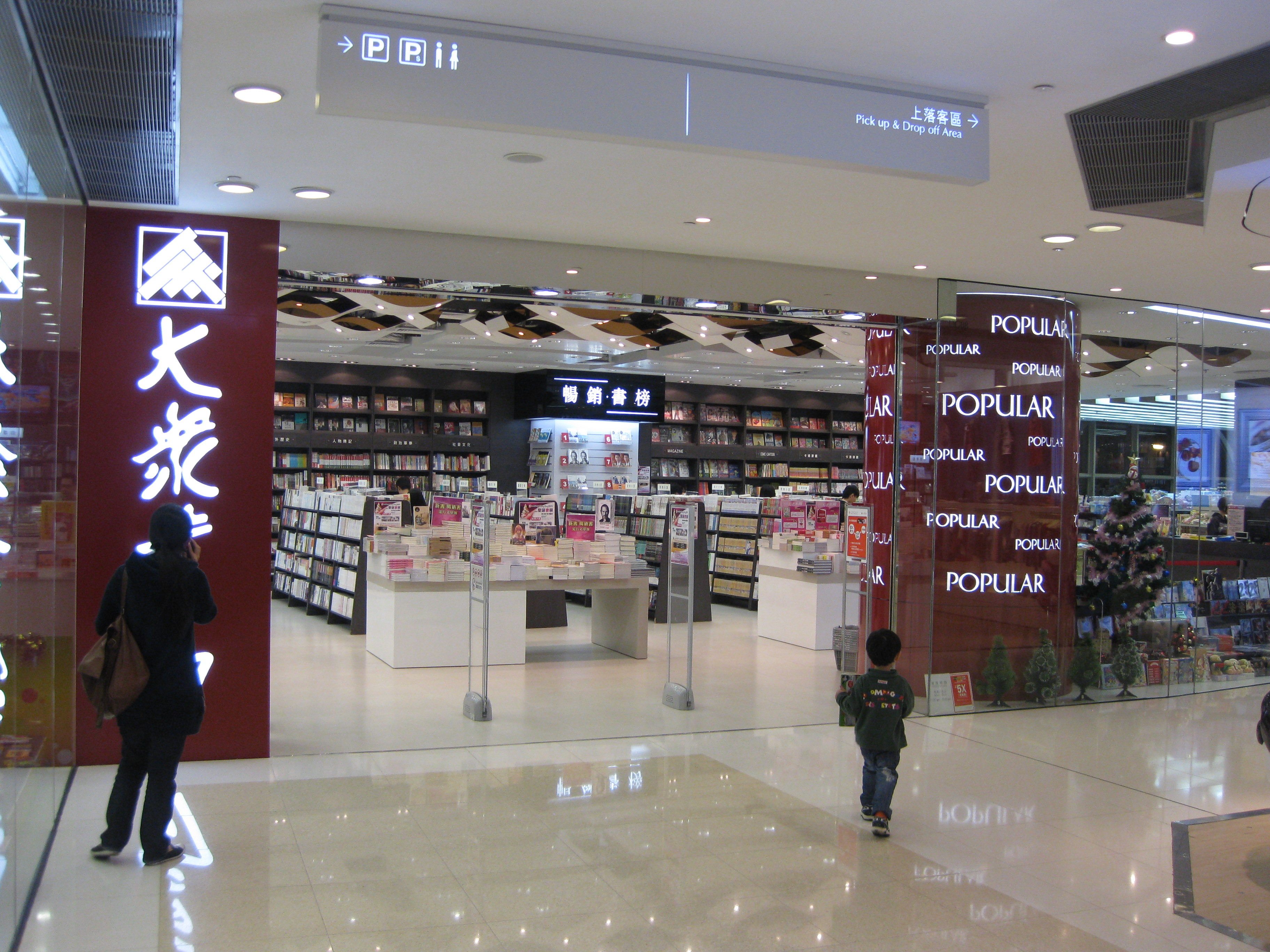
香港にある書店

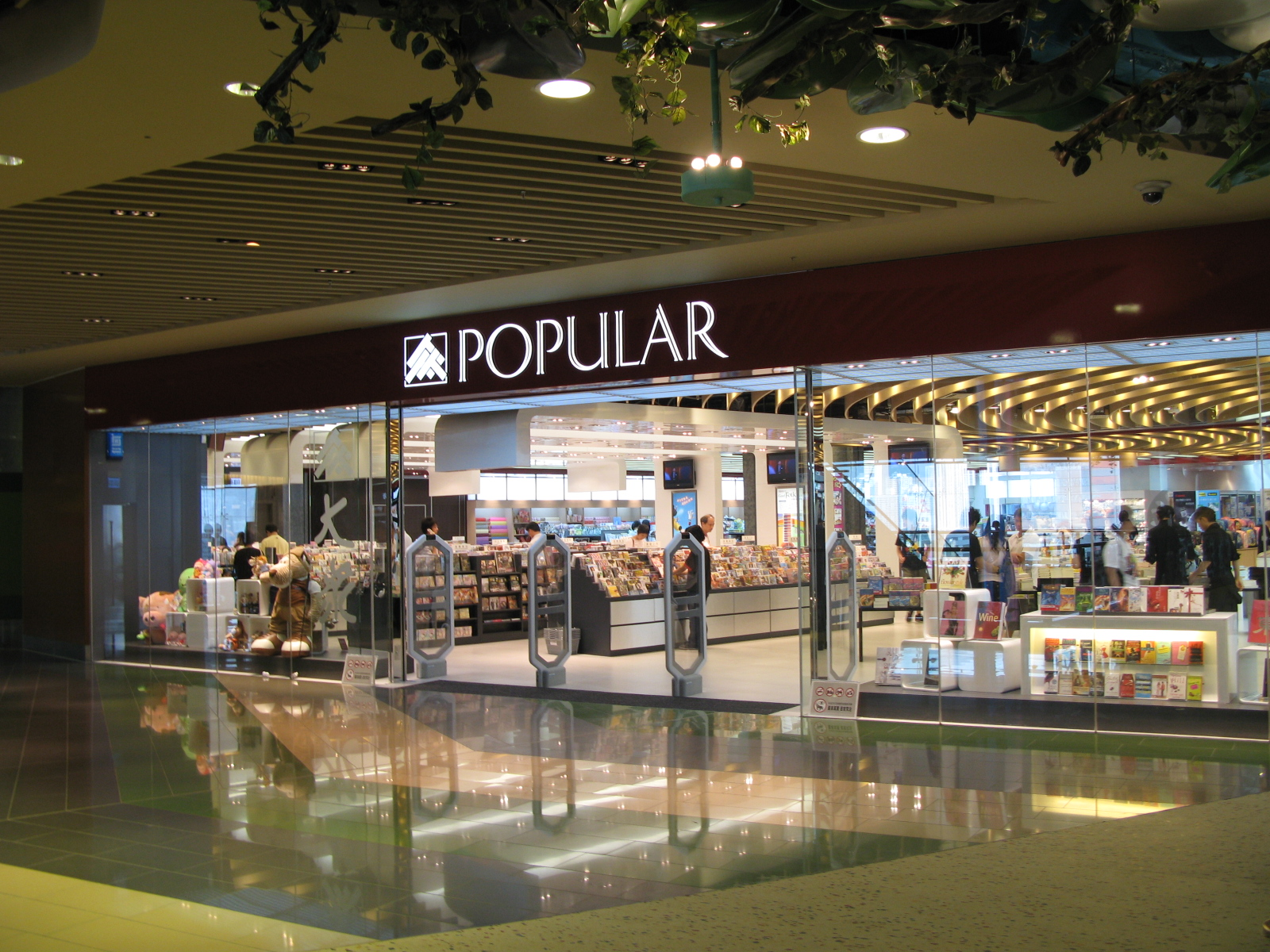
香港にある書店

ポピュラー・ホールディングス（SGX: P29）はシンガポールの大手書店。出版業も手がける。別名は大衆書局(たいしゅうしょきょく)。
香港、マカオ、マレーシアに支店を置き、またカナダに支社を有する。1924年にチェン・ヒン・カンパニーとして（Cheng Hing Company）創立。